# The End of the Line (canción)
«The End of the Line» es la segunda canción del álbum de estudio Death Magnetic de la banda estadounidense de heavy metal Metallica.
La canción tiene un sonido y estilo similar a la del álbum Metallica, y una estructura semejante a canciones de los primeros trabajos de Metallica, con poderosos riff de guitarra, algunos cambios de velocidad y un solo de guitarra tocado por completo con efecto wah-wah.
La letra cuenta la historia de un joven hombre luchando contra el abuso y los malos tratos.
El intro de la canción es la misma de la canción "Death is Not the End", que fue estrenada por Metallica durante el la gira musical Sick of the Studio 2006, pero que no fue incluida en Death Magnetic, sino solo porciones de la composición en algunas canciones del álbum, cómo en "All Nightmare Long".

## Créditos
- James Hetfield: Voz y guitarra rítmica.
- Kirk Hammett: Guitarra líder.
- Robert Trujillo: Bajo eléctrico y coros.
- Lars Ulrich: Batería.